# Roxy Music
Roxy Music byla anglická art rocková skupina založená v roce 1971 absolventem umělecké školy Bryanem Ferrym (zpěvák a klávesista) a Grahamem Simpsonem (baskytara). Když kapela v počátku roku 1972 nahrávala své první album, Ferry a Simpson byli doplněni o Andyho Mackaye (saxofon/ hoboj), Phila Manzaneru (kytara), Paula Thompsona (bicí) a Briana Ena (syntezátor a pásky). Simpson odešel v polovině roku 1972 a od té doby byla pozice baskytaristy v kapele nestabilní. Eno byl v polovině roku 1973 nahrazen Eddiem Jobsonem (syntezátor/klávesy/housle). Do roku 1980 se kapela zredukovala na jádro tvořené Ferrym, Mackayem a Manzanerou, doplňované různými doprovodnými hudebníky.
Už od svého prvního alba se Roxy Music stali úspěšnou skupinou v Evropě a Austrálii během 70. let. Skupina průkopnicky rozvíjela hudebně sofistikovanější prvky glam rocku, výrazně ovlivnila ranou anglickou punkovou scénu a stala se vzorem pro mnoho novovlnných kapel, přičemž inovovala i elektronickou kompozici. Kapela zároveň vyzařovala specifickou vizuální a hudební eleganci, důraz kladla na okázalou módu.
Roxy Music se poprvé rozpadli v roce 1976, znovu se dali dohromady v roce 1978 a opět se rozešli v roce 1983. Jejich poslední studiové album Avalon (1982) získalo platinovou desku ve Spojených státech, kde skupina během svých prvních deseti let působila spíše jako úspěšná kultovní kapela. V roce 2001 se Ferry, Mackay, Manzanera a Thompson znovu sešli na koncertní turné a od té doby spolu občas vystupují, naposledy v roce 2022 na oslavu 50. výročí vydání jejich prvního alba. Byť Manzanera v roce 2014 oznámil, že skupina již nadále nebude aktivní.
Mimo činnost v kapele měli Ferry a Eno vlivné sólové kariéry. Ferry často využíval členy Roxy Music jako doprovodné hudebníky, zatímco Eno se stal jedním z nejvýznamnějších britských hudebních producentů druhé poloviny 20. století. V roce 2019 byli Roxy Music uvedeni do Rock and Roll Hall of Fame.

## Diskografie

### Studiová alba
1. Roxy Music (červenec 1972)
2. For Your Pleasure (duben 1973)
3. Stranded (prosinec 1973)
4. Country Life (listopad 1974)
5. Siren (listopad 1975)
6. Manifesto (duben 1979)
7. Flesh + Blood (květen 1980)
8. Avalon (červen 1982)

### Koncertní alba
1. Viva! (červenec 1976)
2. Heart Still Beating (říjen 1990)
3. 2001 World Tour Live CD (Double Album) (červen 2003)

## Členové skupiny
- Bryan Ferry – zpěv, klávesy (1971–1983; 2001–2014)
- Phil Manzanera – kytara (1972–1983; 2001–2014)
- Andy Mackay – saxofon, hoboj (1971–1983; 2001–2014)
- Paul Thompson – bicí (1971–1980; 2001–2014)
- Brian Eno – syntetizér, pásky (1971–1973)
- Eddie Jobson – syntetizér, housle (1973–1976)
- Spencer Mallinson – kytara (1972)
- Graham Simpson – baskytara (1971–1972)

### Příležitostní hudebníci
- Rik Kenton – baskytara (1972–1973)
- John Porter – baskytara (1973)
- John Gustafson – baskytara (1973–1976)
- Rick Wills – baskytara (1973–1975)
- Sal Maida – baskytara (1973–1975)
- John Wetton – baskytara (1974–1976)
- Alan Spenner – baskytara (1978–1983)
- Neil Jason – baskytara (1979–1982)
- Gary Tibbs – baskytara (1978–1980)
- Zev Katz – baskytara (2001)
- Mark Smith – baskytara (2002–2004)
- Guy Pratt – baskytara (2005–2011)
- Paul Carrack – klávesy (1978–1980)
- Colin Good – klávesy (2001–2011)
- Dexter Lloyd – bicí (1971)
- Rick Marotta – bicí (1979–1982)
- Steve Ferrone – bicí (1979)
- Simon Phillips – bicí (1980)
- Allan Schwartzberg – bicí (1980)
- Andy Newmark – bicí (1980–1983, 2006)
- Jimmy Maelen – perkuse (1982–1983)
- Julia Thornton – perkuse, harfa (2001–2005)
- Roger Bunn – kytara (1971)
- David O'List – kytara (1971–1972)
- Neil Hubbard – kytara (1979–1983)
- Chris Spedding – kytara (2001)
- Chris Laurence – baskytara (1973)
- Richard Tee – piano (1979)
- Yanick Ettiene – zpěv (1982)
- Lucy Wilkins – housle, klávesy (2001–2003)
- Louise Peacock – housle, klávesy (2003–2006)